# Gangachhara
Gangachhara (en bengali : গঙ্গাছড়া) est une upazila du Bangladesh dans le district de Rangpur. En 1991, on y dénombrait 192 336 habitants.